# Neogene
| Periodo                                                                                   | Epoca       | Piano         | Età (Ma)    |
| ----------------------------------------------------------------------------------------- | ----------- | ------------- | ----------- |
| Quaternario                                                                               | Pleistocene | Gelasiano     | Più recente |
| Neogene                                                                                   | Pliocene    | Piacenziano   | 3,600       |
| Neogene                                                                                   | Pliocene    | Zancleano     | 5,333       |
| Neogene                                                                                   | Miocene     | Messiniano    | 7,246       |
| Neogene                                                                                   | Miocene     | Tortoniano    | 11,63       |
| Neogene                                                                                   | Miocene     | Serravalliano | 13,82       |
| Neogene                                                                                   | Miocene     | Langhiano     | 15,98       |
| Neogene                                                                                   | Miocene     | Burdigaliano  | 20,45       |
| Neogene                                                                                   | Miocene     | Aquitaniano   | 23,04       |
| Paleogene                                                                                 | Oligocene   | Chattiano     | Più antico  |
| Suddivisione del Neogene secondo la Commissione internazionale di stratigrafia dell'IUGS. |             |               |             |

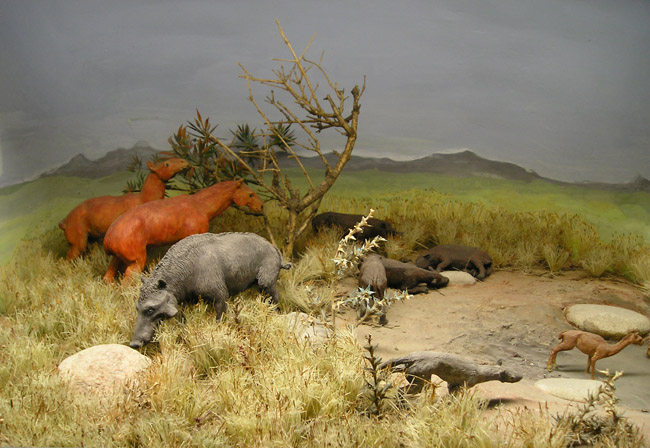
Ipotetica ricostruzione museale della fauna del Miocene.

Nella scala dei tempi geologici, il Neogene è il secondo dei tre periodi geologici in cui è suddivisa l'era del Cenozoico: iniziò 23,03 milioni di anni fa (Ma) e terminò 2,588 Ma. È preceduto dal Paleogene e seguito dal Quaternario.
Il passaggio tra Paleogene e Neogene non fu caratterizzato da una significativa estinzione di massa. 
In questo periodo si ebbe un'ulteriore proliferazione di mammiferi e uccelli simili agli attuali, molte specie di invertebrati e condizioni climatiche ben differenziate con un progressivo raffreddamento che culminò nelle glaciazioni del Quaternario e l'apparizione dei primi ominidi.

## Suddivisioni
La Commissione internazionale di stratigrafia riconosce per il Neogene la suddivisione in due epoche, secondo il seguente schema:
- Miocene da 23,03 milioni di anni fa (Ma) a 5,332 Ma
  - Aquitaniano da 23,04 a 20,45 M)
  - Burdigaliano da 20,45 a 15.98 Ma
  - Langhiano da 15,98 a 13,82 Ma
  - Serravalliano da 13,82 a 11,63 Ma
  - Tortoniano da 11,63 a 7,246 Ma
  - Messiniano da 7,246 a 5,333 Ma
- Pliocene da 5,332 Ma a 2,588 Ma
  - Zancleano da 5.333 a 3,600 Ma
  - Piacenziano da 3,600 a  2,58 Ma

## Definizioni stratigrafiche e GSSP
La base del Neogene coincide con quella della sua prima epoca, il Miocene e del suo primo piano, l'Aquitaniano, ed è definita dalla prima comparsa dei foraminiferi planctonici della specie Paragloborotalia kugleri, dall'estinzione del nanoplancton calcareo Reticulofenestra bisecta, che forma la base della biozona nanoplanctonica NN1; è inoltre alla base della cronozona magnetica C6Cn.2n e corrisponde all'evento Mi-1 nello stadio dell'isotopo marino.

### GSSP
Il GSSP, il profilo stratigrafico di riferimento della Commissione internazionale di stratigrafia, è stato identificato in una sezione stratigrafica di Lemme-Carrosio presso il piccolo paese di Carrosio, a sud di Gavi e a nord di Voltaggio, in provincia di Alessandria. Le coordinate sono: longitudine: 8°50'11" E e latitudine 44°39'32" N.

## Paleogeografia
I continenti continuarono la loro deriva verso le posizioni attuali, a cui mancava solo la formazione del ponte tra America del Nord e del Sud. Il Sud America infatti si stava ancora spostando da sud verso la zona di subduzione dell'Oceano Pacifico che portò alla crescita delle Ande. La separazione tra le due Americhe terminò con la formazione dell'Istmo di Panama durante il Pliocene.
Questa saldatura ebbe importanti effetti sulla temperatura globale del pianeta, perché interruppe la circolazione della calda corrente equatoriale portando all'isolamento dell'Atlantico e al raffreddamento delle temperature nell'Artico e nell'Antartico.
Dal punto di vista faunistico la giunzione dell'istmo pose termine all'isolamento della fauna del Sud America, permettendo lo scambio di specie tra le due regioni e portando all'estinzione dei Meridiungulata, i primitivi ungulati, e degli Sparassodonta, i marsupiali carnivori nativi del sud.
L'India continuò la sua collisione con l'Asia, provocando la crescita delle catene montuose Himalayane. Anche la collisione tra Africa ed Europa continuava, portando alla formazione del Mediterraneo e alla scomparsa dell'Oceano Tetide avvenuta tra 19 e 12 milioni di anni fa. La crescita delle creste montagnose a ovest e la diminuzione del livello del mare combinate, assieme diedero luogo alla Crisi di salinità del Messiniano nel periodo compreso tra 6 e 5,33 Ma. Questa crisi terminò con l'apertura dello stretto di Gibilterra e l'inondazione del bacino mediterraneo da parte delle acque dell'Oceano Atlantico. L'abbassamento del livello del mare permise anche la formazione della Beringia, il ponte di terra tra Asia e Alaska.
I depositi marini e continentali del Miocene sono comuni in tutto il mondo, con esposizioni continentali ben evidenti negli Stati Uniti e in Argentina. Le rocce del Pliocene sono ben visibili nelle regioni mediterranee, in India e in Cina.

## Clima

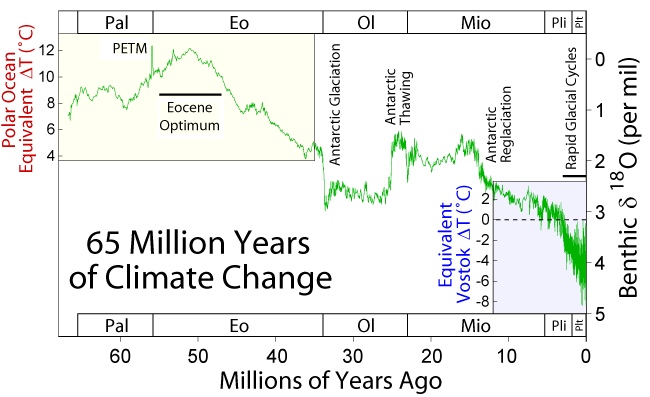
Evoluzione del clima negli ultimi 65 milioni di anni in base alle variazioni dell'isotopo ^{18}O nelle acque del mare.

Il Neogene fu in generale un periodo di progressivo raffreddamento dalle temperature rispetto al precedente Paleogene, fino ad arrivare alla glaciazione dei Poli e della Groenlandia.

### Miocene
All'inizio del Miocene la temperatura del globo era in aumento; durante la seconda metà dell'epoca, nelle due Americhe cominciarono ad apparire vasti pascoli erbosi a causa del raffreddamento globale e il progressivo inaridimento del clima.
Nell'Antartide orientale, già nella prima fase (tra 23 e 15 milioni di anni fa) erano presenti dei ghiacciai, ma da allora la calotta gelata dell'emisfero sud continuò a crescere fino a raggiungere praticamente le dimensioni attuali.

### Pliocene
A causa del raffreddamento e inaridimento, il pianeta cominciò ad avviarsi verso l'attuale tipologia di climaticità stagionale. La formazione dell'Istmo di Panama avvenuta circa 3,5 milioni di anni fa, interruppe la corrente equatoriale che si era instaurata nel Cretacico, contribuendo al raffreddamento degli Oceani soprattutto meridionali, non più riscaldati dalle acque più calde, cosicché la coltre di ghiaccio ricoprì completamente il continente Antartico.
La calotta di ghiaccio in Groenlandia e nell'Artico si sviluppò successivamente, intorno a tre milioni di anni fa, ed è segnalata dalla brusca variazione visibile nel grafico della concentrazione dell'isotopo 18O nei sedimenti marini settentrionali dell'Oceano Atlantico e Pacifico.
Alle latitudini intermedie, dove erano già in corso delle glaciazioni locali, il raffreddamento del Pliocene portò alla diminuzione delle grandi distese di boschi e alla diffusione di pascoli e savane. Questo favorì lo sviluppo di erbivori di grande taglia e, parallelamente, dei grandi carnivori specializzati.

## Fauna
Si ebbe una modernizzazione dei Vertebrati, un'espansione dei serpenti, passeriformi, rane, topi e ratti.

### Fauna acquatica
Negli oceani apparvero le prime alghe coralline a fianco della barriera corallina, accanto alla radiazione adattativa di balene, delfini e del capodoglio. Le Globigerinoides, fortemente decimate nell'estinzione dell'Eocene, si espansero nuovamente nel Miocene tanto da costituire un fossile guida per i fondali marini.
Nel Neogene si ebbe pure l'espansione delle diatomee di acqua dolce del tipo Pennales originatesi nel Paleogene. In totale se ne svilupparono nel Miocene circa duemila specie, raggiungendo una posizione ecologica simile a quella attuale.

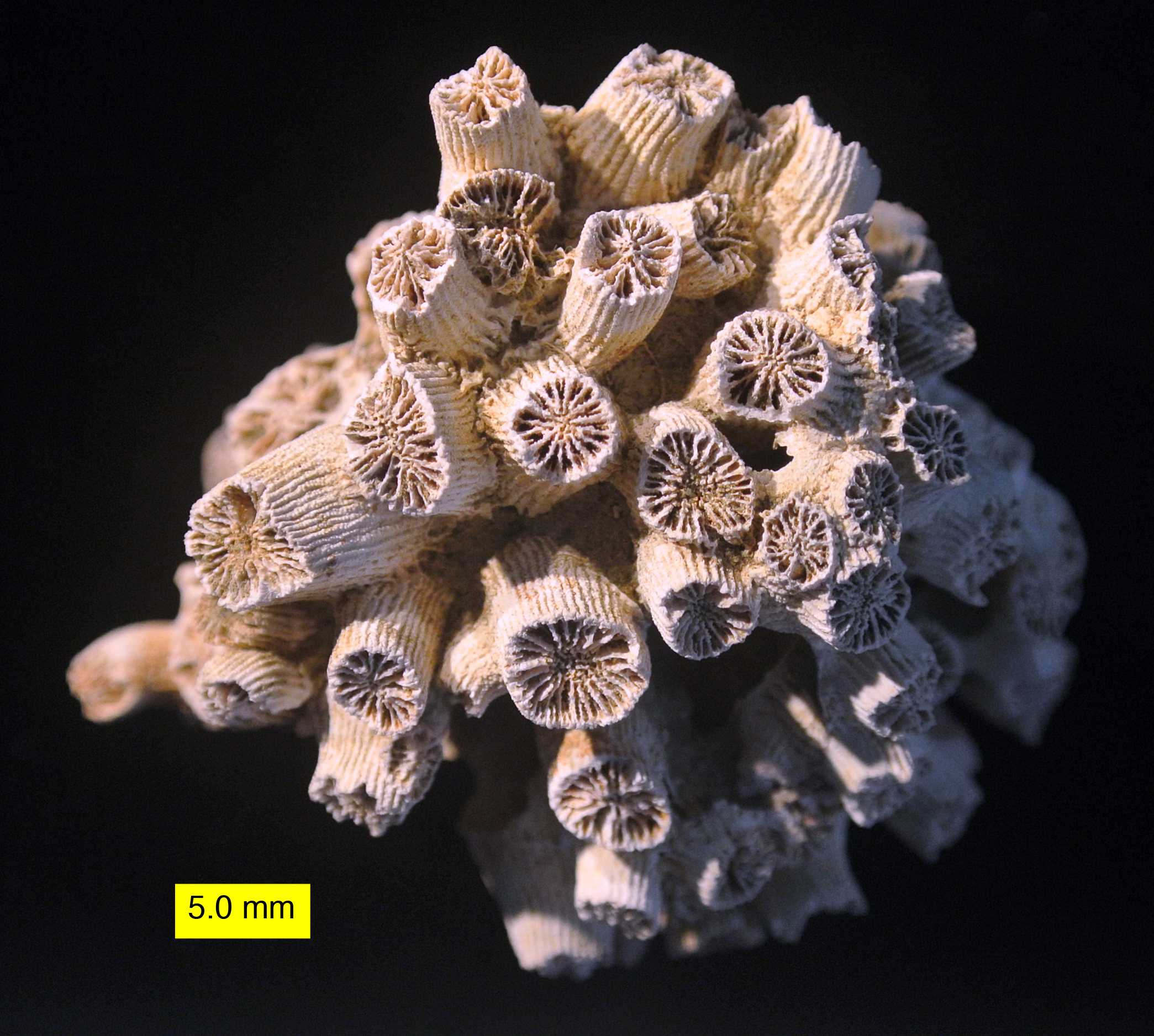
Cladocora (Corallo del Pliocene)
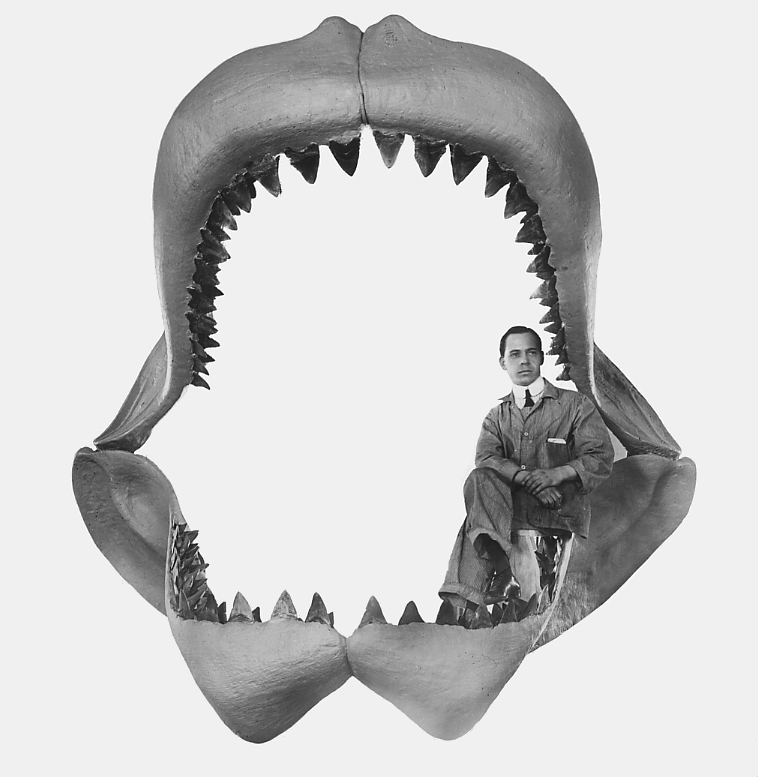
Mandibola di Megalodonte (squalo del Miocene, si osservi le dimensioni comparate alla figura dell'uomo seduto entro di esse)

### Fauna terrestre

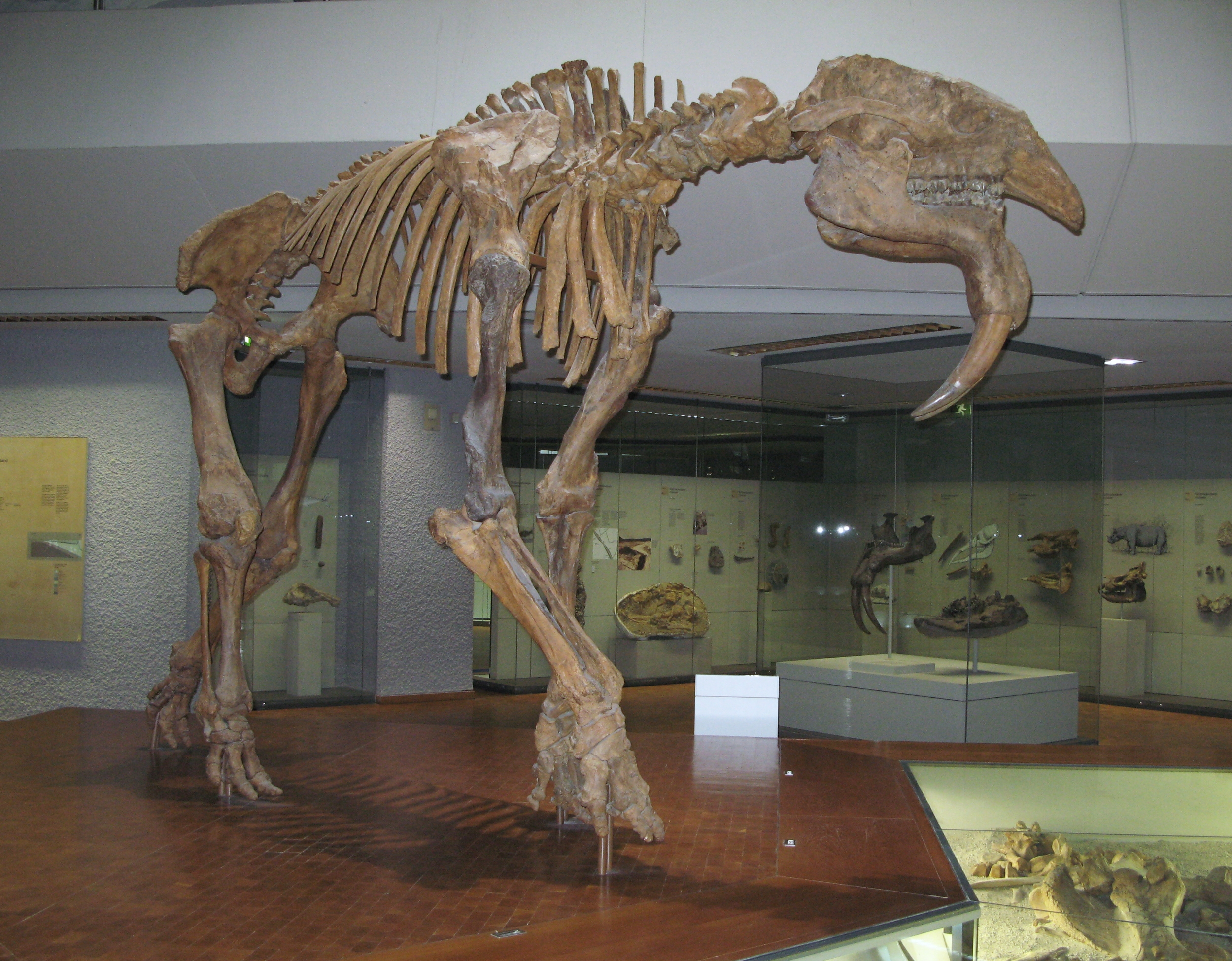
Scheletro di Deinotherium, Proboscidato del Miocene.

I cambiamenti climatici esercitarono una profonda influenza sulla fauna terrestre, sia di grandi che di piccole dimensioni. Il Neogene in effetti fu caratterizzato da una grande radiazione adattativa di rane, topi e ratti, serpenti e passeriformi.
Le rane e i rospi sfruttarono la loro lunga lingua per catturare gli insetti; a sua volta la proliferazione delle rane e dei roditori favorì lo sviluppo dei serpenti, tra i pochi predatori capaci di inseguirli negli stretti cunicoli delle loro tane.
All'inizio del Neogene i serpenti erano rappresentati da pochi membri del primitivo gruppo del Boa constrictor.

L'espansione dei passeriformi fu legata sia alla loro capacità di catturare gli insetti, che alla proliferazione delle graminacee.

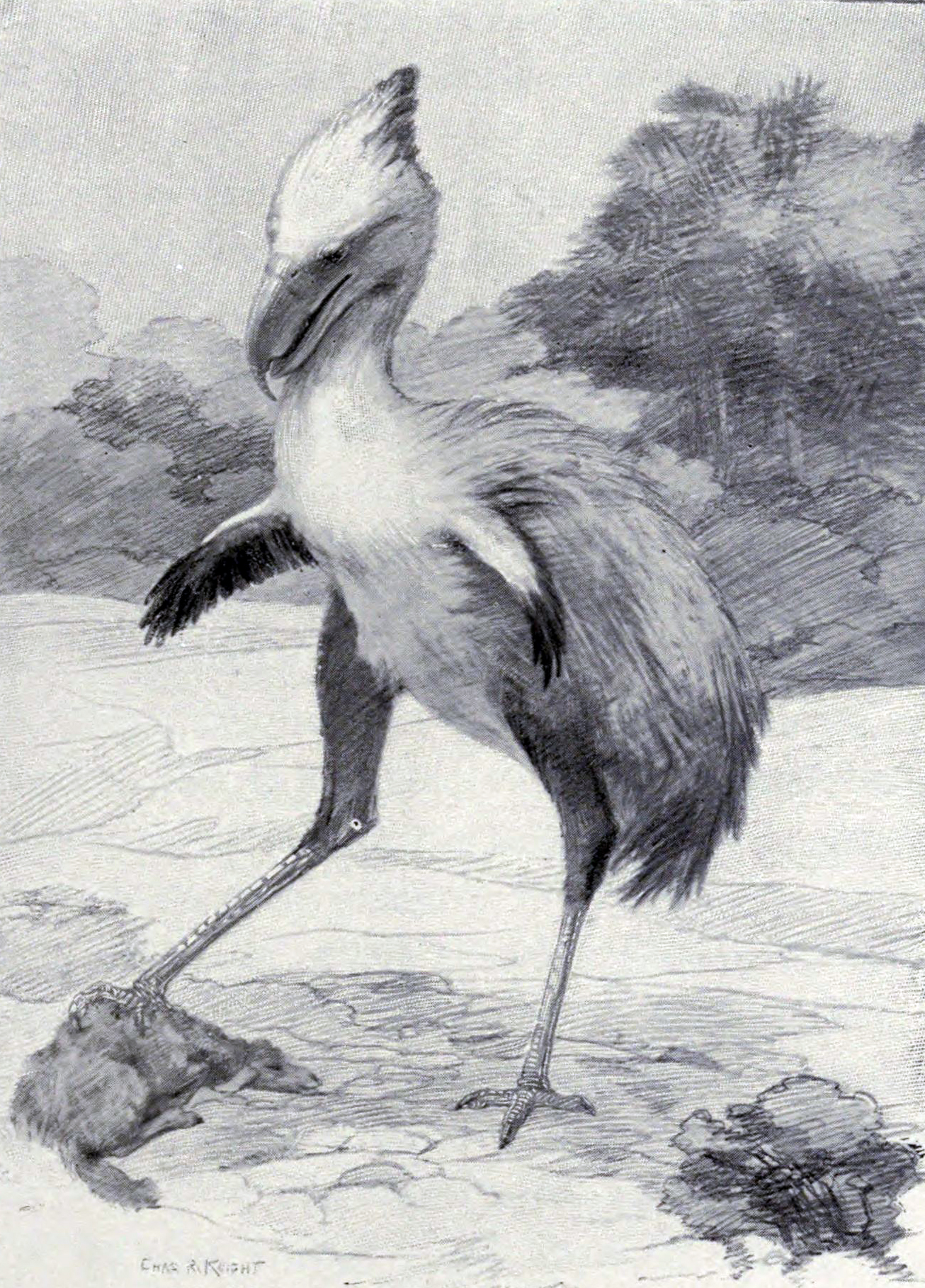
Ipotetica ricostruzione di Phorusrhacos, un uccello del terrore del Miocene nel Sud America.

Nel Sud America i principali predatori erano i cosiddetti uccelli del terrore, una famiglia ora estinta di uccelli non volatori di grandi dimensioni; simili agli struzzi, ma di maggior taglia, erano carnivori.
I gruppi dei grandi animali svilupparono le loro attuali caratteristiche in questo periodo. La famiglia del rinoceronte e del cavallo diminuì un po', in linea con gli altri perissodattili, mentre i cervidi e i bovidi si diversificarono durante il Miocene. La famiglia dell'elefante registrò dapprima una forte espansione tra il Miocene e il Pliocene, per poi declinare, tanto che oggi ne esistono solo due specie. Il Mammut fece la sua comparsa tra il Pliocene e il Pleistocene.
I mammiferi carnivori, che comprendono il cane e il gatto comparsi già nel Paleogene, acquisiscono caratteri moderni. Fanno la loro comparsa la iena e l'orso e i grandi carnivori come il leone, favoriti dalla proliferazione dei nuovi erbivori come le antilopi che avevano trovato terreno fertile nelle grandi distese di savane e praterie.

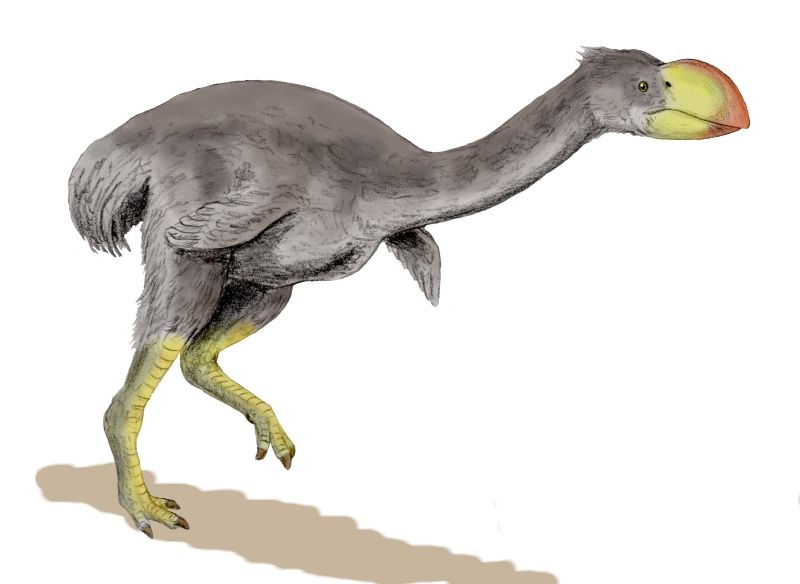
Dromornis (Anseriforme del Miocene)
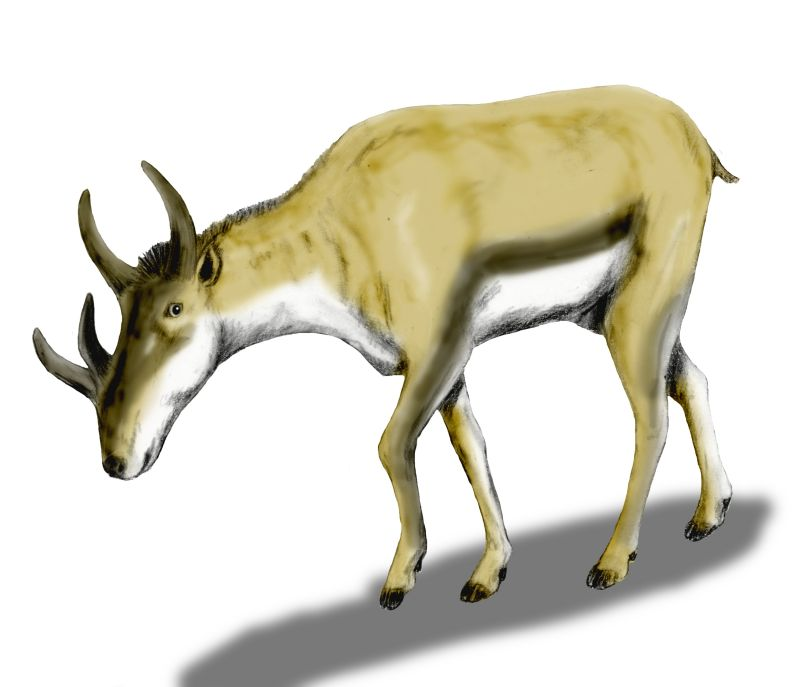
Syndyoceras (Protoceratidae del Miocene)
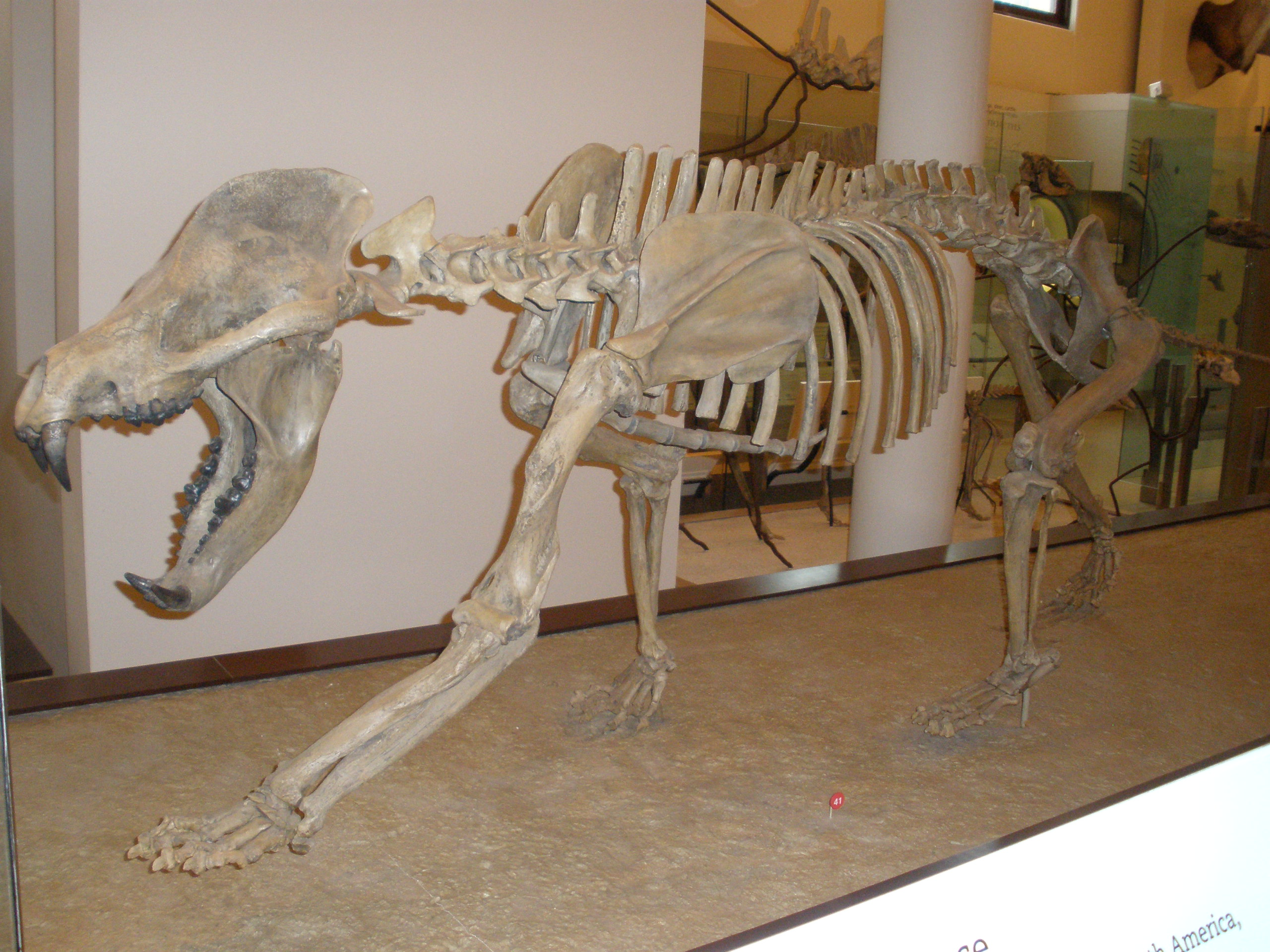
Amphicyon (Amphicyon ingenes) (Carnivoro del Miocene)
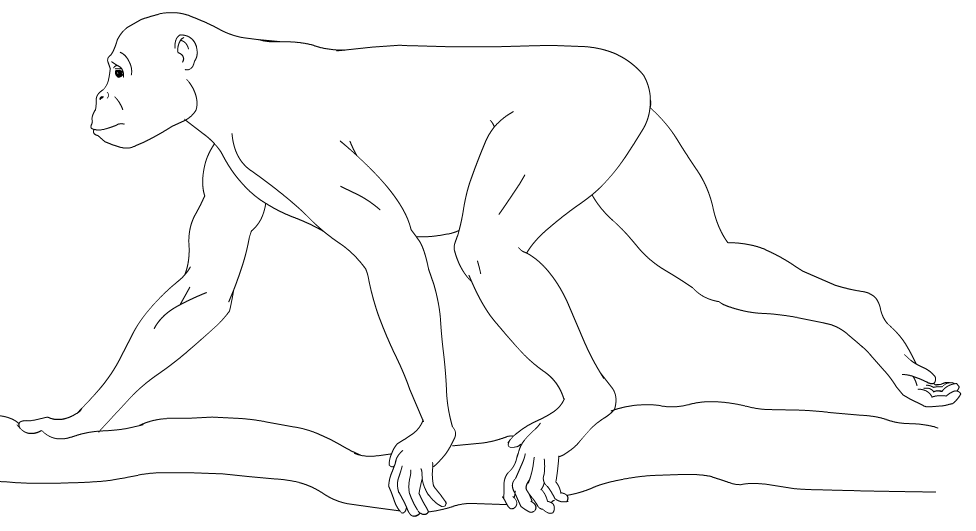
Proconsul (Primate del Miocene)
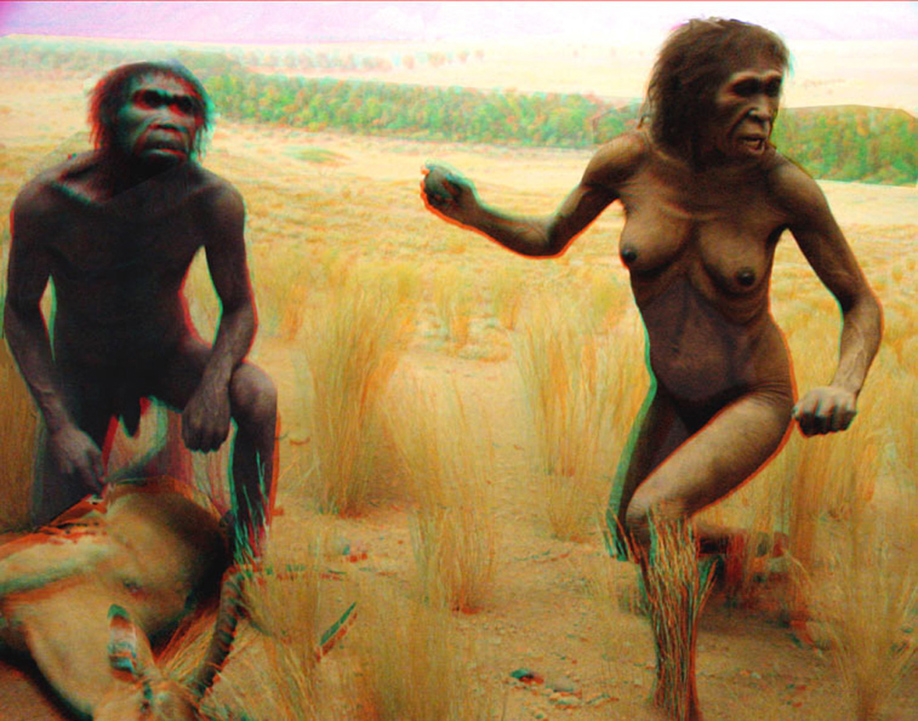
Australopithecus (Hominini del Pliocene)
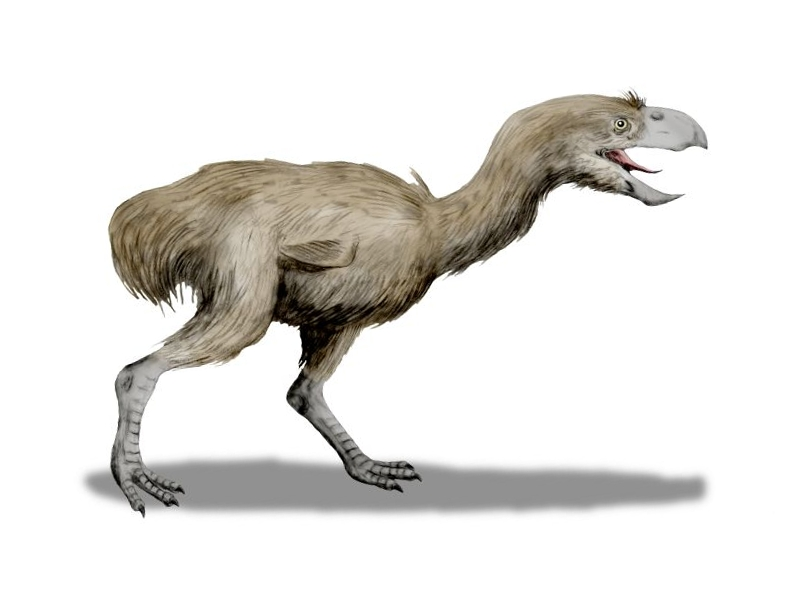
Paraphysornis brasiliensis (Gruiformes del Miocene)

Per quanto riguarda i primati, le scimmie erano presenti con il gruppo più antico già dall'Oligocene in Africa e in Eurasia; prima della fine dell'Oligocene se ne sviluppò un gruppo separato in Sud America. Entrambi questi gruppi svilupparono una radiazione adattativa nel Neogene. Tra i primati africani si trovavano gli Hominoidea, del tipo Dryopithecus e Proconsul, a cui si aggiunsero i cercopitecidi come il macaco e il babbuino.
Si ritiene che la separazione tra Hominini e scimpanzé sia avvenuta circa sette milioni di anni fa, alla fine del Miocene. Tra i primi hominini conosciuti sono il Sahelanthropus tchadensis (da 6 a 7 milioni di anni fa) e l'Orrorin tugenensis (circa 6 Ma) nel Miocene e l'Ardipithecus (tra 5,8 e 4,1 Ma) all'inizio del Pliocene.
Gli Australopithecus fecero la loro comparsa circa 4 Ma nel Pliocene. Erano già in grado di utilizzare un'andatura bipede, e le loro dimensioni e la capacità cerebrale erano simili a quelle delle grandi scimmie attuali. La specie più antica del genere Homo, l'Homo habilis comparve più tardi, all'inizio del Pleistocene.

## Flora
I cambiamenti climatici favorirono lo sviluppo evolutivo e geografico delle angiosperme, oltre che all'enorme diffusione e differenziazione delle erbe.
Il progressivo raffreddamento del clima e una stagionalità più secca, causarono la regressione delle abbondanti foreste e favorirono la crescita delle piante erbacee che preferiscono habitat più aperti e sono meglio in grado di resistere alla scarsità di precipitazioni.